# ولفسگرابن
ولفسگرابن (به آلمانی: Wolfsgraben) یک منطقهٔ مسکونی در اتریش است که در ناحیه وین-اومگه‌بونگ واقع شده‌است. ولفسگرابن ۱۷٫۴۴ کیلومتر مربع مساحت دارد ۳۲۳ متر بالاتر از سطح دریا واقع شده‌است.